# Carmine Giordani
Carmine Giordani (okolo 1685? Cerreto Sannita – 1758? Neapol) byl italský varhaník a hudební skladatel.

## Život
Studoval na neapolské konzervatoři Conservatorio napoletano della Pietà dei Turchini u Gennara Ursiny (1650–1715) a Nicoly Faga. Jediná známá opera La vittoria d'amor coniugale byla uvedena v Neapoli v roce 1712.
Dlouho se uvádělo, že Carmine Giordani byl otcem Tommasa Giordaniho (1730–1806) a Giuseppe Giordaniho (1751–1798), zvaného Giordanello. Prokázalo se však, že jejich otcem byl Giuseppe Giordani, operní zpěvák a divadelní impresário.

## Dílo
- La vittoria d'amor coniugale, dramma per musica (libreto Francesco Briani, 1712 Neapol)